# Zgornje Prebukovje
Zgornje Prebukovje is een plaats in Slovenië en maakt deel uit van de gemeente Slovenska Bistrica in de NUTS-3-regio Podravska. De plaats telde 162 inwoners op 1 januari 2020.